# Iturama
Iturama là một đô thị thuộc bang Minas Gerais, Brasil. Đô thị này có diện tích 1401,236 km², dân số năm 2007 là 32845 người, mật độ 22,7 người/km².